# Bogatić

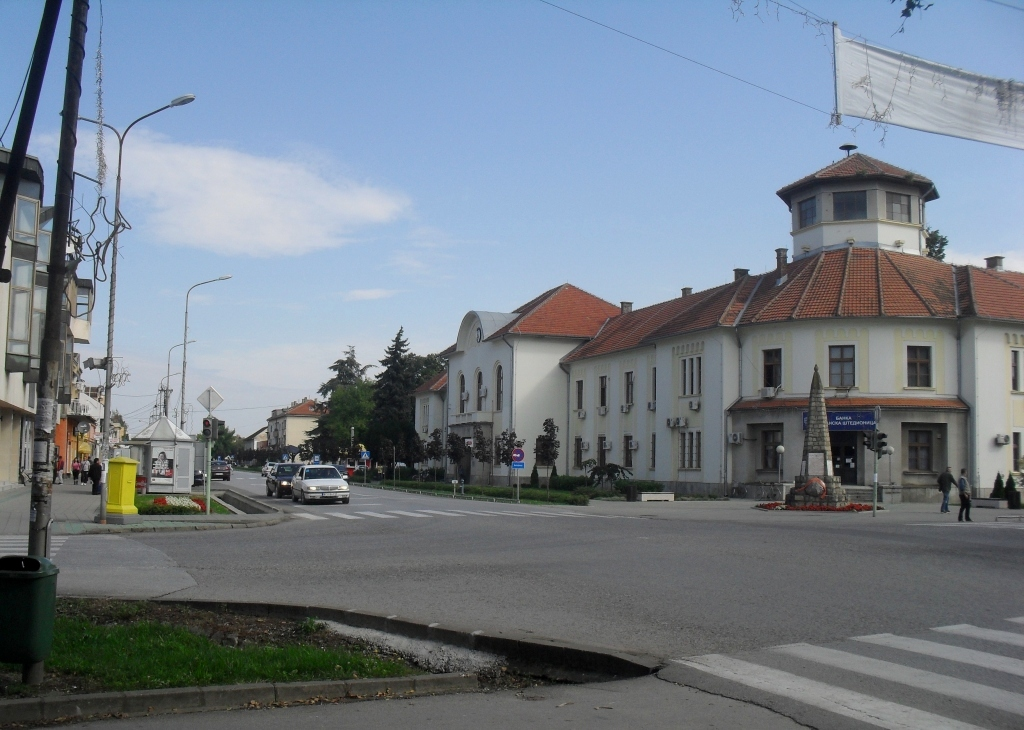
Bogatić

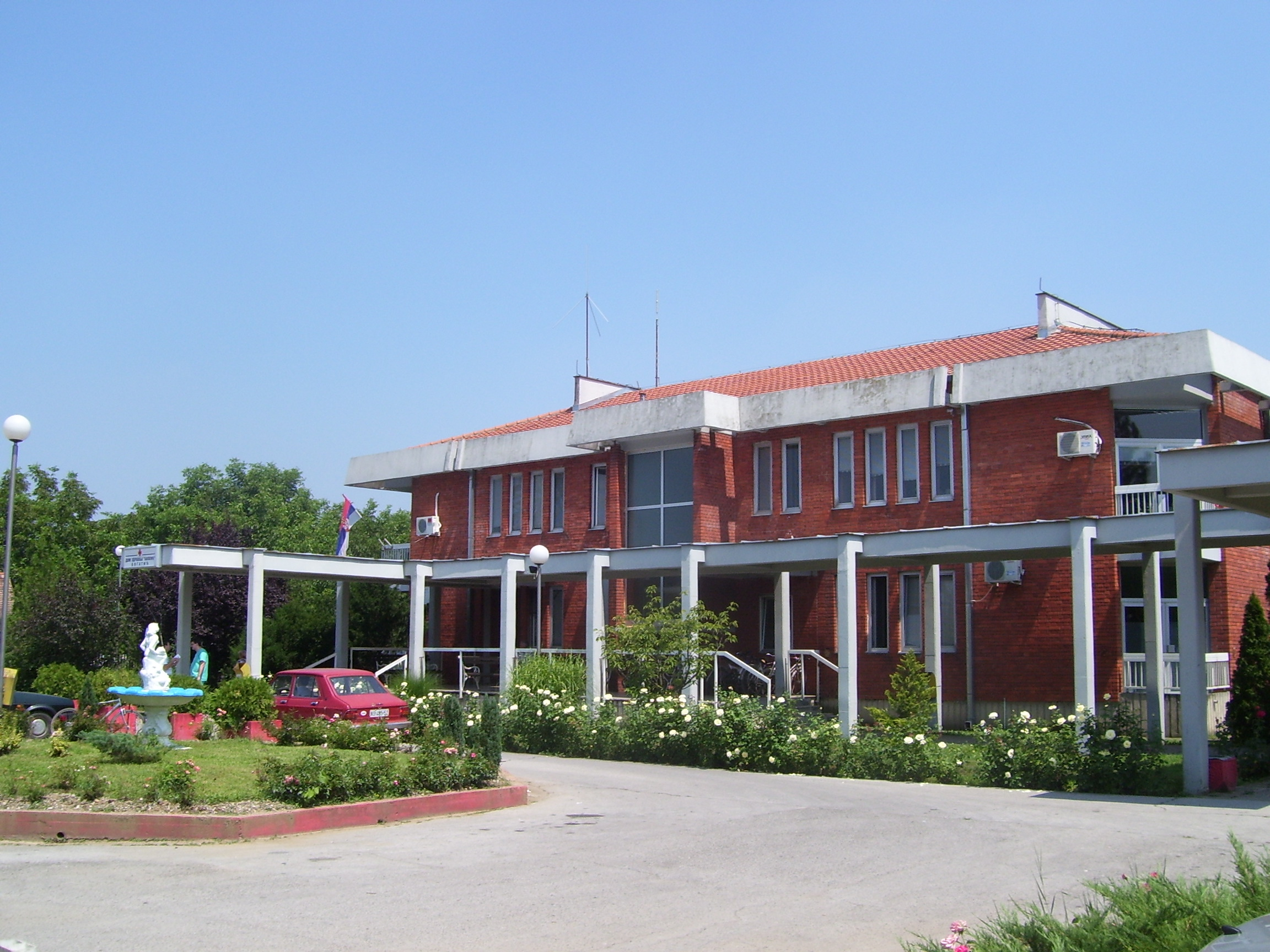
Das Krankenhaus der Stadt

Bogatić (serbisch-kyrillisch Богатић) ist eine Stadt im Okrug Mačva im Nordwesten von Serbien. Im Jahr 2011 betrug die Einwohnerzahl der Stadt 6488 und die Opština 28.883. Im Stadtzentrum steht die von 1854 bis 1856 erbaute  Serbisch-orthodoxe Mariä-Geburt-Kirche.

## Lage
Bogatic liegt in der Pannonischen Tiefebene zwischen den Flüssen Save und Drina.

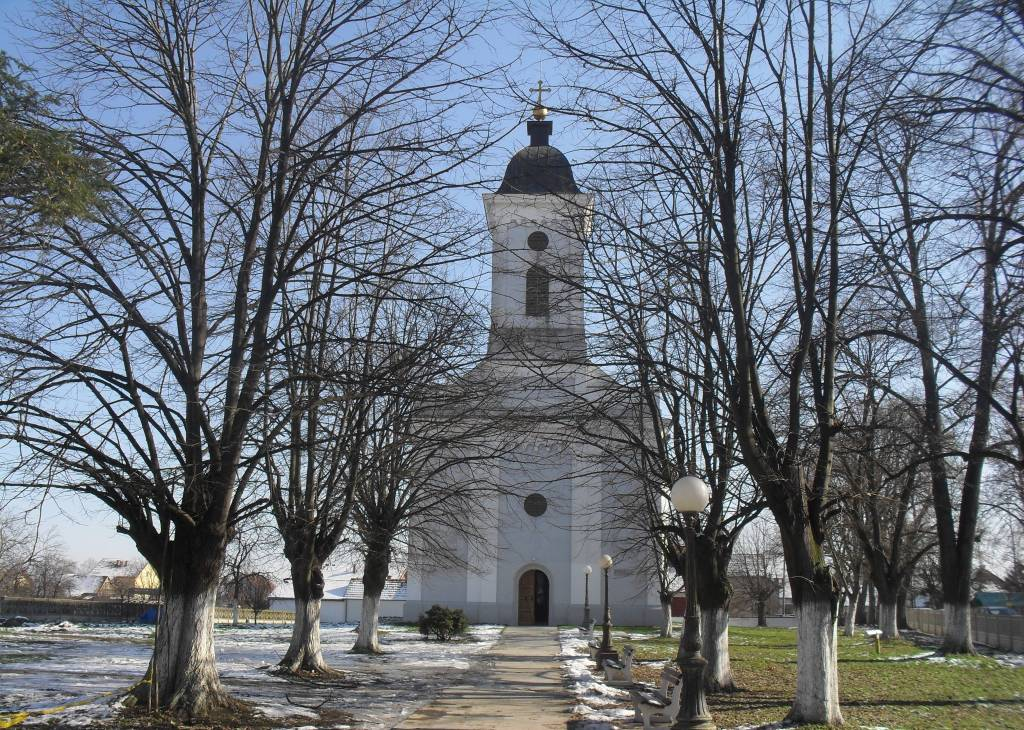
Die Serbisch-orthodoxe Mariä-Geburt-Kirche im Stadtzentrum

## Orte der Gemeinde Bogatić
Zur Gemeinde Bogatić gehören die Orte Badovinci, Banovo Polje, Belotić, Glogovac, Glušci, Dublje, Klenje, Metković, Očage, Salaš Crnobarski, Sovljak, Uzveće, Crna Bara.

## Klima
Es herrscht gemäßigtes kontinentales Klima.

## Bevölkerung
- Serben = 33.000
- Roma = 496
- Andere

## Persönlichkeiten
- Strahinja Janjić (1906–nach 1945), jugoslawischer Armeeoffizier und serbischer Gestapo-Agent
- Zoran Vujic (* 1972), österreichischer Fußballspieler serbischer Herkunft